# Composition des équipes au Championnat d'Europe masculin de handball 2016
Cet article liste les compositions des équipes qualifiées au championnat d'Europe masculin de handball 2016 organisé en Pologne du 15 janvier au 31 janvier 2016.
L'âge, le club, le nombre de sélections et le nombre de buts sont en date du 15 janvier 2016.

## Groupe A

### Pologne
Le 19 janvier, Michael Biegler annonce l'arrivée dans le groupe de Maciej Gębala, qui remplace Bartosz Jurecki, blessé mais qui pourra revenir plus tard dans la compétition.

## Statistiques

### Nombre de joueurs par championnat
Au total, les joueurs sélectionnés évoluent dans des clubs représentant 22 pays différents
| Championnat | Joueur(s) | Joueur(s)  | Club(s) |
| Championnat | Total     | Autre pays | Club(s) |
| ----------- | --------- | ---------- | --- |
| Allemagne   | 68        | 53         | SG Flensburg-Handewitt (9), THW Kiel (9), Rhein-Neckar Löwen (8), Füchse Berlin (7), HSG Wetzlar (5), TuS N.-Lübbecke (4), SC Magdebourg (4), HBW Balingen-W. (3), Bergischer HC (3), HSV Hambourg (3), MT Melsungen (3), TSV Hannovre-B. (2), Frisch Auf Göppingen (2), VfL Gummersbach (2), EHV Aue (1), ThSV Eisenach (1), TSG Friesenheim (1), TBV Lemgo (1) |
| France      | 36        | 23         | Paris S-G (11), Montpellier HB (6), HBC Nantes (3), St-Raphaël (3), Fenix Toulouse (3), Dunkerque HGL (2), USAM Nîmes (2), Valence HB (2), Pays d'Aix UCH (1), US Créteil (1), Mulhouse HSA (1), Tremblay-en-France HB (1) |
| Hongrie     | 30        | 16         | Veszprém KSE (10), SC Pick Szeged (7), Csurgói KK (5), Tatabánya KC (4), Ceglédi KKSE (3), Balatonfüredi KSE (1) |
| Pologne     | 20        | 9          | KS Kielce (10), Wisła Płock (6), Azoty-Puławy (2), Górnik Zabrze (1), Śląsk Wrocław (1) |
| Macédoine   | 17        | 10         | Vardar Skopje (13), RK Metalurg Skopje (3), Rabotnički (1) |
| Biélorussie | 12        | 1          | SKA Minsk (6), Meshkov Brest (5), HC Macheka Moguilev (1) |
| Espagne     | 12        | 7          | FC Barcelone (11), Naturhouse la Rioja (1) |
| Danemark    | 10        | 8          | Aalborg Håndbold (2), Bjerringbro-Silkeborg (2), Skjern Håndbold (2), GOG Gudme (1), HC Midtjylland (1), SønderjyskE Håndbold (1), Team Tvis Holstebro (1) |
| Suède       | 9         | 4          | IFK Kristianstad (6), Alingsås HK (1), Eskilstuna Guif (1), Ystads IF (1) |
| Russie      | 8         | 1          | Medvedi Tchekhov (2), Medvedi Perm (2), Saint-Pétersbourg HC (2), Dinamo Astrakhan (1), Dinamo Stavropol (1) |
| Slovénie    | 7         | 2          | RK Celje (4), RK Maribor Branik (2), RK Gorenje Velenje (1) |
| Croatie     | 5         | 1          | RK Zagreb (5) |
| Autriche    | 5         | 5          | Bregenz Handball (2), ULZ Schwaz (2), UHK Krems (1) |
| Roumanie    | 4         | 4          | CSM Bucarest (1), Dinamo Bucarest (1), Dobrogea Sud Constanţa (1), Odorheiu Secuiesc (1) |
| Norvège     | 3         | 0          | Elverum Håndball (2), ØIF Arendal (1) |
| Qatar       | 3         | 3          | El Jaish (2), Lekhwiya (1) |
| Ukraine     | 3         | 3          | Motor Zaporijia (3) |
| Islande     | 3         | 0          | ÍBV Vestmannaeyja (2), Valur Reykjavik (1) |
| Serbie      | 2         | 0          | Vojvodina Novi Sad (2) |
| Turquie     | 2         | 2          | Beşiktaş JK (2) |
| Suisse      | 1         | 1          | BSV Berne (1) |
| Israël      | 1         | 1          | Maccabi Tel-Aviv (1) |

Remarques :
- les pays en italique ne sont pas représentés par leur équipe nationale dans ce championnat d'Europe ;
- l'Allemagne ne possède qu'un seul joueur n'évoluant pas dans son championnat (Tobias Reichmann à Kielce).

### Nombre de joueurs par club
Les clubs ayant au moins 10 joueurs sélectionnés sont :
| Club                | Joueurs |
| ------------------- | ------- |
| Vardar Skopje       | 13      |
| FC Barcelone        | 11      |
| Paris Saint-Germain | 11      |
| KS Kielce           | 10      |
| Veszprém KSE        | 10      |

### Nationalité des sélectionneurs par pays
Les sélectionneurs en gras représentent leurs propres pays
| Nb | Pays        | Sélectionneurs                                                                    |
| -- | ----------- | --------------------------------------------------------------------------------- |
| 3  | Islande     | Guðmundur Guðmundsson (Danemark), Aron Kristjánsson, Dagur Sigurðsson (Allemagne) |
| 2  | Croatie     | Željko Babić, Ivica Obrvan (Macédoine)                                            |
| 2  | Serbie      | Ljubomir Obradović (Monténégro), Dejan Perić                                      |
| 2  | Espagne     | Talant Dujshebaev (Hongrie), Manolo Cadenas                                       |
| 1  | Biélorussie | Iouri Chevtsov                                                                    |
| 1  | France      | Claude Onesta                                                                     |
| 1  | Allemagne   | Michael Biegler (Pologne)                                                         |
| 1  | Monténégro  | Veselin Vujović (Slovénie)                                                        |
| 1  | Norvège     | Christian Berge                                                                   |
| 1  | Russie      | Dimitri Torgovanov                                                                |
| 1  | Suède       | Ola Lindgren / Staffan Olsson                                                     |